# باشبينار (أديامان)
باشبينار (بالكردية: Kulim‏) (بالتركية: Başpınar)‏ هي قرية تتبع إداريّاً لمديرية أديامان في محافظة أديامان التركية الواقعة في جنوب شرق الأناضول. وبلغ عدد سكانها 186 نسمة في عام 2021.